# ピエトロ (福岡県)
株式会社ピエトロ（英: PIETRO Co., Ltd.）は、福岡県福岡市中央区天神に本社を置く日本の食品メーカーならびにパスタ専門店。
同社が持つ「ピエトロ」ブランドのサラダドレッシング、パスタソース等を製造販売をしている。

## 概要
創業者で前社長の村田邦彦が、1980年に福岡・天神で「洋麺屋ピエトロ」を開く。店名の由来はイタリア民話「羊飼いのピエトロ」にちなむ。1981年に創業店の厨房で手作りしていたドレッシングの販売を開始。
1985年に株式会社ピエトロを設立する。以後、レストランのFC事業も展開している。
その後は1992年に福岡県古賀市にピエトロ古賀工場が竣工。2025年には、同市に新工場を竣工予定。
現在ではレストラン業態のほか、サラダパスタをメインメニューとする業態「PIETRO MIOMIO(ミオミオ)」ブランドの運営他、通信販売事業も行っている。

## 沿革
- 1980年 - パスタ専門店「洋麺屋ピエトロ」を福岡市中央区に創業。
- 1981年 - ドレッシングの店頭販売を始める。
- 1985年 - 株式会社ピエトロを設立。
- 1987年 - ドレッシングの通信販売を始める。
- 1990年 - ドレッシング製造工場（現・古賀第一工場）を福岡県糟屋郡古賀町（現・古賀市）に竣工。
- 1996年 - 古賀第二工場を福岡県糟屋郡古賀町（現・古賀市）に竣工。
- 2002年 - 東京証券取引所2部に上場。
- 2007年 - 日清オイリオグループと業務提携。
- 2015年 - 東京証券取引所1部に指定。
- 2017年 - 創業者村田邦彦が死去。高橋泰行が社長に就任。
- 2023年 - 看板商品である「ピエトロドレッシング 和風しょうゆ」が、1981年の販売開始からの累計出荷本数が3億本を突破。東京証券取引所における市場区分をスタンダード市場へ変更。
- 2025年 - 福岡県古賀市に新工場竣工予定[3]。

## 主な商品
- ピエトロドレッシング等
- パスタソース（レトルト・ボトル入り液状）等
- PIETRO A DAY スープ・パスタソース・カレー
- 冷凍食品（パスタ・ピザ・ドリア・グラタン・スープ・スパゲティ麺等）
- 各種調味料
- 各種惣菜（サラダ等）

## レストラン事業
現在は直営レストランのフランチャイズなども行っている。東北以外の各地に出店しているほか、ホノルルにも出店している。また、サラダパスタをメインメニューとする業態「PIETRO MIOMIO（ミオミオ）」のブランドでの店舗、「PIETRO A DAY」のブランドでスープショップ＆カフェ及びギフトショップも出店。

## CM
1997年にテレビCMを放映するようになってからは、「おいしいサラダを食べていますか」というキャッチフレーズで俳優の小林薫などを起用し、ドレッシングのCMを放映していたが、2008年からは新たに同ドレッシングのイメージキャラクターとして「トロ助」を誕生させ（パペットの操作とナレーションは、落語家の春風亭昇太）、女優の市川実日子と共にCMに出演している。
2011年からは佐々木希が「ウサギのお母さん」役でCMに出演している。
2012年4月後半からには同じく佐々木希がウサギのコスチュームを身に着けたCMが放映されている。2018年10月からは、初のパスタソースのCMを放映。俳優の中村倫也扮するシェフが、ギターを抱えた妖精として、キッチンで調理する人に、ボトル入り液状パスタソース「おうちパスタ」の使い勝手の良さを歌で伝えている。

## スポンサー番組
現在提供番組はなし。
- Mr.サンデー（フジテレビ系）
- VS嵐（フジテレビ系）
- ホンマでっか!?TV（フジテレビ系）
- 情報プレゼンター とくダネ! （フジテレビ系）※金曜9時台前半
- ごきげんライフスタイル よ〜いドン!（関西テレビ）（火曜日）
- 朝だ!生です旅サラダ（ABCテレビ系）
- ソロモン流（テレビ東京系）
- 斉藤ふみのPietro Buona Vita（エフエム福岡）